# Lista de organizações internacionais que têm o português como língua oficial
Aqui está apresentada a lista de organizações internacionais que têm o português como língua oficial. Como idioma oficial, entende-se a língua portuguesa com uso administrativo ou de trabalho. As organizações internacionais listadas incluem de forma apartada tanto organizações formadas por Estados soberanos (intergovernamentais), quanto organizações de direito privado e atuação internacional (transnacional).

## Organizações intergovernamentais
| Organização                                          | Sigla    | Número de línguas oficiais                       | Abrangência espacial | Notas                                                                                       |
| ---------------------------------------------------- | -------- | ------------------------------------------------ | -------------------- | ------------------------------------------------------------------------------------------- |
| Comunidade dos Países de Língua Portuguesa           | CPLP     | 1                                                | Multirregional       | Comunidade de países falantes do português                                                  |
| Organização dos Estados Ibero-americanos             | OEI      | 2 (espanhol)                                     | Multirregional       |                                                                                             |
| União Latina                                         | UL       | 6 (catalão, francês, italiano, romeno, espanhol) | Multirregional       |                                                                                             |
| Zona de Paz e Cooperação do Atlântico Sul            | ZPCAS    | 4 (inglês, francês, espanhol)                    | Multirregional       |                                                                                             |
| Comunidade dos Estados do Sahel-Saara                | CEN-SAD  | 4 (árabe, inglês e francês)                      | África               |                                                                                             |
| Mercado Comum da África Oriental e Austral           | COMESA   | 3 (inglês e francês)                             | África               |                                                                                             |
| Países Africanos de Língua Oficial Portuguesa        | PALOP    | 1                                                | África               | Comunidade de países africanos falantes do português                                        |
| União Africana                                       | UA       | 5                                                | África               | O português é a língua oficial de 6 membros                                                 |
| Comunidade para o Desenvolvimento da África Austral  | SADC     | 3 (inglês, francês)                              | África Austral       |                                                                                             |
| Comunidade Econômica dos Estados da África Central   | CEEAC    | 2 (francês)                                      | África Central       |                                                                                             |
| Comunidade Econômica dos Estados da África Ocidental | CEDEAO   | 3 (inglês, francês)                              | África Ocidental     |                                                                                             |
| Associação Latino-Americana de Integração            | ALADI    | 2 (espanhol)                                     | América              |                                                                                             |
| Banco Interamericano de Desenvolvimento              | BID      | 3 (francês, espanhol)                            | América              |                                                                                             |
| Comunidade de Estados Latino-Americanos e Caribenhos | CELAC    | 5 (holandês, inglês, francês, espanhol)          | América              |                                                                                             |
| Grupo do Rio                                         | N/A      | 2 (espanhol)                                     | América              |                                                                                             |
| Organização dos Estados Americanos                   | OEA      | 4 (inglês, francês e espanhol)                   | América              |                                                                                             |
| Mercado Comum do Sul                                 | Mercosul | 3 (espanhol, guarani)                            | América do Sul       | O português e o espanhol são as línguas de trabalho                                         |
| Organização do Tratado de Cooperação Amazônica       | OTCA     | 4 (holandês, inglês e espanhol)                  | América do Sul       |                                                                                             |
| União de Nações Sul-Americanas                       | UNASUL   | 4 (holandês, inglês e espanhol)                  | América do Sul       |                                                                                             |
| União Europeia                                       | UE       | 23 (Línguas da UE)                               | Europa               | A Comissão Europeia conduz seus negócios internos em três línguas: inglês, francês e alemão |

## Organizações transnacionais
| Organização                                  | Sigla      | Número de línguas oficiais                          | Abrangência espacial | Notas                                                                           |
| -------------------------------------------- | ---------- | --------------------------------------------------- | -------------------- | ------------------------------------------------------------------------------- |
| Federação Internacional de Futebol Associado | FIFA       | 7 (árabe, inglês, alemão, francês, russo, espanhol) | Mundial              | O árabe, português e russo são idiomas adicionais para o congresso da entidade. |
| Federação Pan-Americana de Handebol          | PATHF      | 3 (inglês e espanhol)                               | América              |                                                                                 |
| Confederação Sul-Americana de Atletismo      | CONSUDATLE | 2 (espanhol)                                        | América do Sul       |                                                                                 |
| Confederação Sul-Americana de Futebol        | CONMEBOL   | 2 (espanhol)                                        | América do Sul       |                                                                                 |
| Confederação Sul-Americana de Natação        | CONSANAT   | 2 (espanhol)                                        | América do Sul       |                                                                                 |
| Confederação Sul-Americana de Râguebi        | CONSUR     | 2 (espanhol)                                        | América do Sul       |                                                                                 |
| Confederação Sul-Americana de Voleibol       | CSV        | 2 (espanhol)                                        | América do Sul       |                                                                                 |